# Подлужне (Нижньогородська область)
Подлужне (рос. Подлужное) — присілок в Городецькому районі Нижньогородської області Російської Федерації.
Населення становить 63 особи. Входить до складу муніципального утворення Кумохинська сільрада.

## Історія
Від 2009 року входить до складу муніципального утворення Кумохинська сільрада.

## Населення
| 2002 | 2010 |
| ---- | ---- |
| 52   | ↗63  |